# Bechukotai
Bechukotai oder Behukotaj (Biblisches Hebräisch בְּחֻקֹּתַי ‚In meinen Satzungen‘ – wenn ihr wandeln werdet) bezeichnet einen Leseabschnitt (Parascha oder Sidra genannt) der Tora und umfasst den Abschluss des Buches Leviticus/Wajikra 26,3–27,34 (26,3-46 , 27  – ELB-Links: 26,3-46 , 27 ).
Es handelt sich um die Sidra des 3. oder 4 Schabbats im Monat Ijjar.

## Wesentlicher Inhalt
- Ausführungen zum Lohn für die Befolgung der göttlichen Gebote: Ertrag des Feldes, Friede, reiche Vermehrung, Gottesnähe
- Ausführungen zu den Strafen für deren Übertretung: Krankheiten, Regenmangel, Hungersnot, Flucht vor Feinden
- Ausführungen zu den Bedingungen für ein Gelübde sowie zum diesbezüglichen Schätzwert von Mann, Frau, Jugendlichen und Kindern
- Die Erstgeburt der reinen Tiere gehört Gott (d. h. Abgabe an die Priester).
- Was jemand an Sklaven, Vieh oder Feld aus seinem Besitz zum Banngut erklärt, ist in natura auszuliefern.
- Kriegsgefangene, die zum Banngut erklärt werden (so nach Nachmanides), sind zu töten.
- Der Zehnt von Feldertrag (Ma'asser scheni), Rind und Schaf soll (nach der Halacha) in Jerusalem verzehrt werden.

## Haftara
Die zugehörige Haftara ist Jer 16,19–17,14 (16,19–21 ; 17,1–14  – ELB-Links: 16,19–21 ; 17,1–14 ).